# Aeropuerto Internacional de Tampa
El Aeropuerto Internacional de Tampa (en inglés, Tampa International Airport) (IATA: TPA, OACI: KTPA, FAA LID: TPA), es un aeropuerto público localizado a 10 kilómetros al oeste del distrito central de Tampa, en el Condado Hillsborough, Florida, Estados Unidos. Este aeropuerto es propiedad de la Autoridad de Aviación del Condado de Hillsborough. Sirve al área de Tampa Bay y ha sido extensamente elogiado por su arquitectura atractiva y por su diseño. El aeropuerto fue conocido por el Aeropuerto Municipal Drew Field hasta 1950. El aeropuerto Internacional de Tampa actualmente sirve como un hub para la aerolínea Gulfstream International Airlines bajo el nombre Continental Connection.

## Instalaciones

### Terminal
La terminal del Aeropuerto Internacional de Tampa fue la primera de su tipo en el mundo. Hay una terminal terrestre central donde se realizan las funciones de equipaje y emisión de boletos. La Terminal lado aire está rodeada por cuatro salas satélites donde se produce el embarque y desembarque de aviones. Cada sala está conectada a la terminal terrestre a través de un sistema elevado de transporte automatizado de personas (APM) que emplea 16 Bombardier Innovia APM 100 Shuttle Cars. TPA fue el primer aeropuerto del mundo en implementar un sistema de transporte de personas sin conductor totalmente automatizado y alberga el sistema APM de más larga duración de Bombardier Transportation. Hay cuatro zonas de operaciones activas (A, C, E y F) con 59 puertas. Todas fueron construidos después de 1985 y todas las zonas de operaciones incluyen un patio de comidas y una tienda de regalos, así como patios para fumadores al aire libre. Las Salas E y F contienen tiendas libres de impuestos además de las tiendas de regalos regulares para servir a los pasajeros que llegan o salen en vuelos internacionales.
- Sala A contiene 16 puertas.[4]
- Sala C contiene 16 puertas.[4]
- Sala E contiene 13 puertas.[4]
- Sala F contiene 14 puertas.[4]

### Pistas de aterrizaje
El Aeropuerto Internacional de Tampa cubre un área de 1300 ha (3300 acres) a una altitud de 7.9 m (26 pies) sobre el nivel medio del mar. Tiene tres pistas: 10/28 tiene 2133 × 46 m (6999 por 150 pies) con una superficie de asfalto/concreto; 19L/1R mide 2530 × 46 m (8300 por 150 pies) con una superficie de asfalto/concreto; 19R/1L mide 3353 × 46 m (11 002 por 150 pies) con una superficie de concreto. El 13 de enero de 2011, las designaciones de las pistas cambiaron debido a un cambio en los rumbos magnéticos. 27/09 se convirtió en 28/10, 18R/36L se convirtió en 1L/19R, 18L/36R se convirtió en 1R/19L.

### Edificio de servicios
Cuando el aeropuerto abrió sus puertas en 1971, también entró en funcionamiento el edificio de servicios. Albergó el primer centro de comunicaciones, despacho de policía, cafetería de empleados y vestuarios de mantenimiento. El edificio está ubicado frente a los niveles Red Baggage y Ticketing. Estaba destinado principalmente a albergar equipos mecánicos como la planta enfriadora y los transformadores eléctricos. Desde entonces, se ha ampliado a dos niveles que tenía el diseño original en 1968. Hoy alberga las instalaciones originales con la adición de oficinas, mostradores de alquiler de autos, credencialización y un mostrador de recepción. El departamento de policía/objetos perdidos tiene un vestíbulo en el nivel dos (nivel de emisión de boletos) para solicitudes de objetos perdidos y encontrados.

### Transporte terrestre
El 14 de febrero de 2018, se abrió al público un nuevo Centro de alquiler de automóviles de 2.6 millones de pies cuadrados con espacio para 5300 vehículos. La nueva instalación combinada de servicio y mantenimiento está ubicada cerca del borde sur de la propiedad del aeropuerto y está conectada a la terminal a través de un nuevo tren llamado SkyConnect. Los pasajeros de la mayoría de los vuelos nacionales también tienen la posibilidad de registrar su equipaje dentro del Centro de Alquiler de Autos. Los servicios de alquiler de automóviles se ubicaron originalmente junto a la terminal terrestre, cerca de la estructura de estacionamiento a largo plazo; sin embargo, la reubicación fue necesaria para dar cabida a más automóviles y empresas de alquiler de automóviles, ya que las instalaciones estaban llenas o cerca de su capacidad.
En el extremo suroeste del Centro de alquiler de automóviles hay un dosel y una plataforma que se utilizan tanto para los servicios de autobús del Hillsborough Area Regional Transit como para Pinellas Suncoast Transit Authority. Se puede acceder al centro de autobuses a través de un grupo de ascensores que se conectan directamente con el Centro de alquiler de autos y está a unos pasos de la estación SkyConnect. Con la próxima segunda fase de expansión en el aeropuerto, la intención es ampliar la plataforma existente para finalmente permitir que los servicios de autobús desde los condados de Pasco y tal vez incluso de Hernando se conecten directamente al aeropuerto. El terreno inmediatamente al sur del Centro de alquiler de automóviles también se puede configurar para futuros servicios de trenes ligeros o de cercanías si los planes se concretan.

## Aerolíneas y destinos

### Pasajeros
| Aerolíneas           | Destinos |
| -------------------- | --- |
| Aeroméxico           | Ciudad de México |
| Air Canada           | Montreal–Trudeau, Toronto–Pearson Estacional: Vancouver |
| Air Canada Rouge     | Toronto–Pearson Estacional: Halifax, Ottawa |
| Alaska Airlines      | San Diego, Seattle/Tacoma Estacional: Los Ángeles, Portland (OR), San Francisco |
| American Airlines    | Charlotte, Chicago-O'Hare, Dallas-Fort Worth, Filadelfia, Miami, Nueva York-LaGuardia, Phoenix-Sky Harbor, Washington-National |
| American Eagle       | Miami, Nashville |
| Avelo Airlines       | New Haven, Wilmington (DE), Wilmington (NC) |
| Avianca              | Bogotá |
| Breeze Airways       | Akron/Canton, Bangor, Cayo Hueso, Charleston (SC), Charleston (WV) (reinicia el 3 de octubre de 2025), Fayetteville/Bentonville, Greenville/Spartanburg, Gulfport/Biloxi, Hartford, Huntsville, Lansing (inicia el 1 de octubre de 2025), Madison, Memphis, Myrtle Beach, Norfolk, Nueva Orleans, Pensacola, Portland (ME), Providence, Raleigh/Durham, Richmond, Rochester (NY) (inicia el 1 de octubre de 2025), Siracusa, Wilkes-Barre/Scranton, Wilmington (NC) (inicia el 2 de octubre de 2025) Estacional: Burlington (VT), Erie, Orange County, Pittsburgh       |
| British Airways      | Londres–Gatwick |
| Cayman Airways       | Gran Caimán |
| Copa Airlines        | Ciudad de Panamá–Tocumen |
| Delta Air Lines      | Ámsterdam, Atlanta, Austin, Boston, Cincinnati, Detroit, Los Ángeles, Mineápolis/St. Paul, Nueva York-JFK, Nueva York-LaGuardia, Raleigh/Durham, Salt Lake City, Seattle/Tacoma |
| Discover Airlines    | Fráncfort |
| Edelweiss Air        | Zúrich |
| Frontier Airlines    | Atlanta, Boston, Búfalo, Burlington (VT), Charlotte, Chicago-Midway, Chicago–O'Hare, Cincinnati, Cleveland, Dallas/Fort Worth, Denver, Filadelfia, Hartford, Kansas City (inicia el 11 de octubre de 2025), Long Island/Islip, Nueva York–JFK, Portland (ME), Raleigh/Durham, San Juan, San Luis (reinicia el 11 de octubre de 2025), Trenton, Washington-Dulles Estacional: Baltimore, Grand Rapids, Houston–Intercontinental, Indianápolis, Milwaukee, Phoenix-Sky Harbor, Punta Cana, Santo Domingo–Las Américas                                                     |
| Havana Air           | La Habana, Holguín, Santa Clara |
| JetBlue Airways      | Boston, Cancún, Fort Lauderdale (inicia el 4 de diciembre de 2025), Hartford, Newark, Nueva York-JFK, Nueva York-LaGuardia, Providence, Punta Cana (inicia el 18 de diciembre de 2025), San Juan, White Plains Estacional: Long Island/Islip (inicia el 19 de diciembre de 2025) |
| Porter Airlines      | Estacional: Halifax, Ottawa, Toronto–Pearson |
| Southwest Airlines   | Albany, Atlanta, Austin, Baltimore, Birmingham (AL), Búfalo, Chicago-Midway, Columbus–Glenn, Dallas-Love, Denver, Filadelfia, Fort Lauderdale, Hartford, Houston-Hobby, Indianápolis, Kansas City, La Habana, Las Vegas, Long Island/Islip, Louisville, Milwaukee, Nashville, Nueva Orleans, Phoenix-Sky Harbor, Pittsburgh, Providence, Raleigh/Durham, Rochester (NY), San Antonio, San Juan, San Luis, Washington-National Estacional: Cincinnati, Cleveland, Detroit, Grand Rapids, Mánchester (NH), Memphis, Mineápolis/St. Paul, Omaha, Salt Lake City, San Diego |
| Spirit Airlines      | Atlanta, Atlantic City, Charlotte, Chicago-O'Hare Detroit, Fort Lauderdale, Houston-Intercontinental, Indianápolis, Kansas City, Las Vegas, Memphis, Milwaukee, Mineápolis/St. Paul, Nueva Orleans, Pittsburgh Estacional: Boston, Dallas-Fort Worth, Filadelfia, Louisville, Norfolk, Richmond, San Antonio, San Juan |
| Sun Country Airlines | Mineápolis/St. Paul |
| United Airlines      | Chicago-O'Hare, Denver, Houston-Intercontinental, Los Ángeles, Newark, San Francisco, Washington-Dulles Estacional: Cleveland |
| Virgin Atlantic      | Londres–Heathrow |
| WestJet              | Calgary, Toronto–Pearson Estacional: San Juan de Terranova, Vancouver |

### Carga

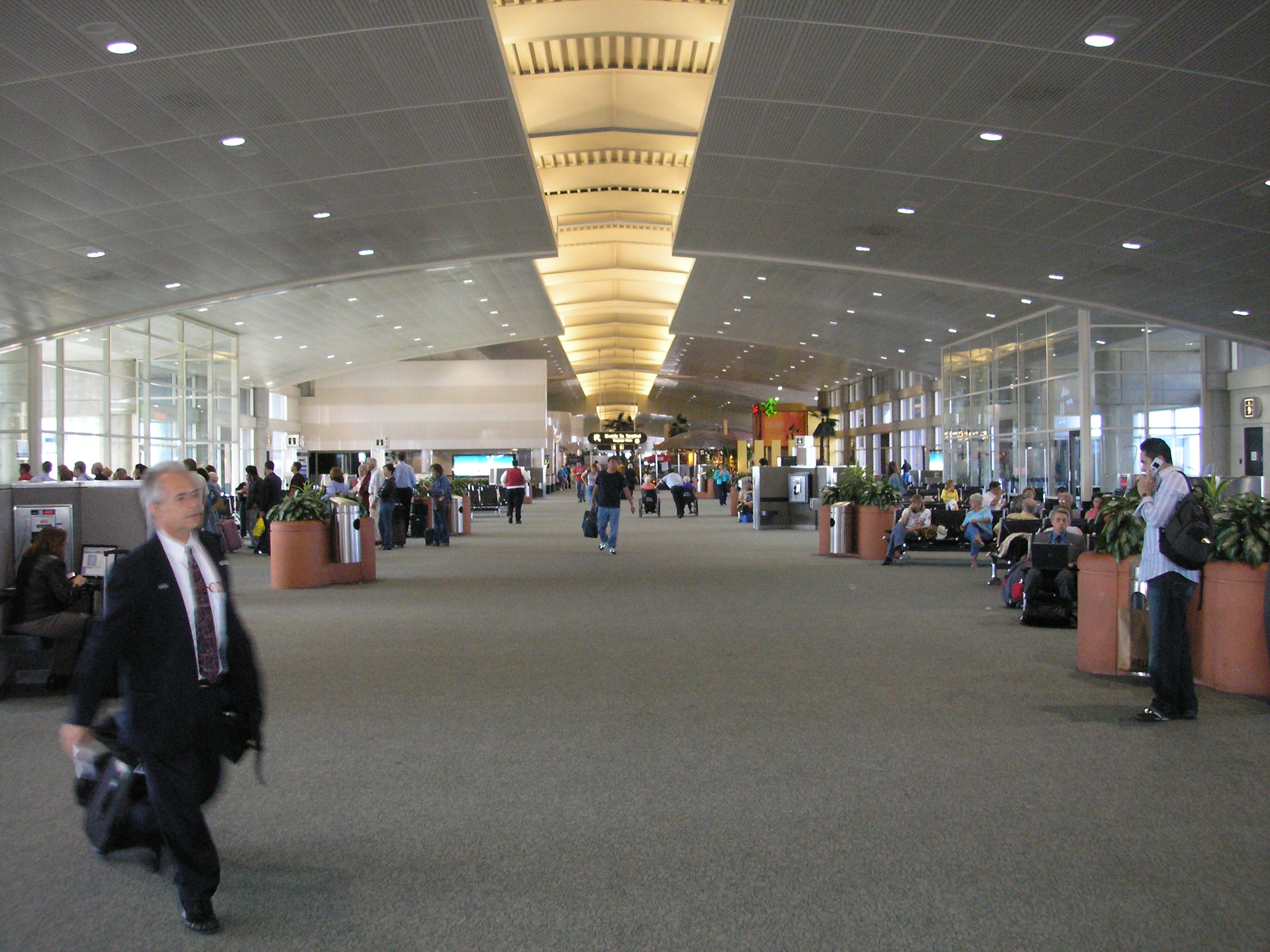
Sala A del aeropuerto.

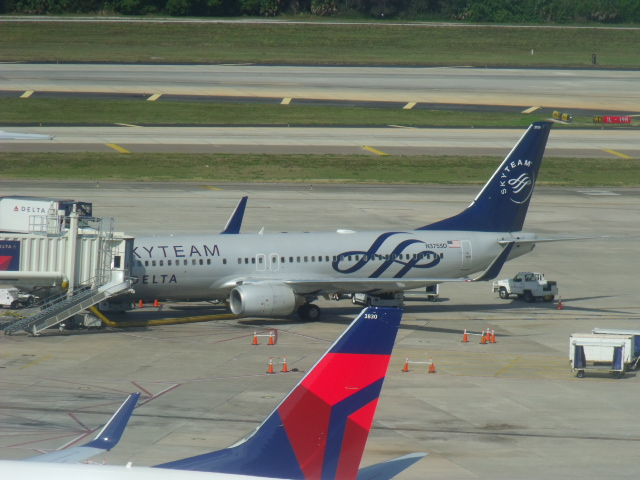
Operaciones de Delta Air Lines en la Sala E.

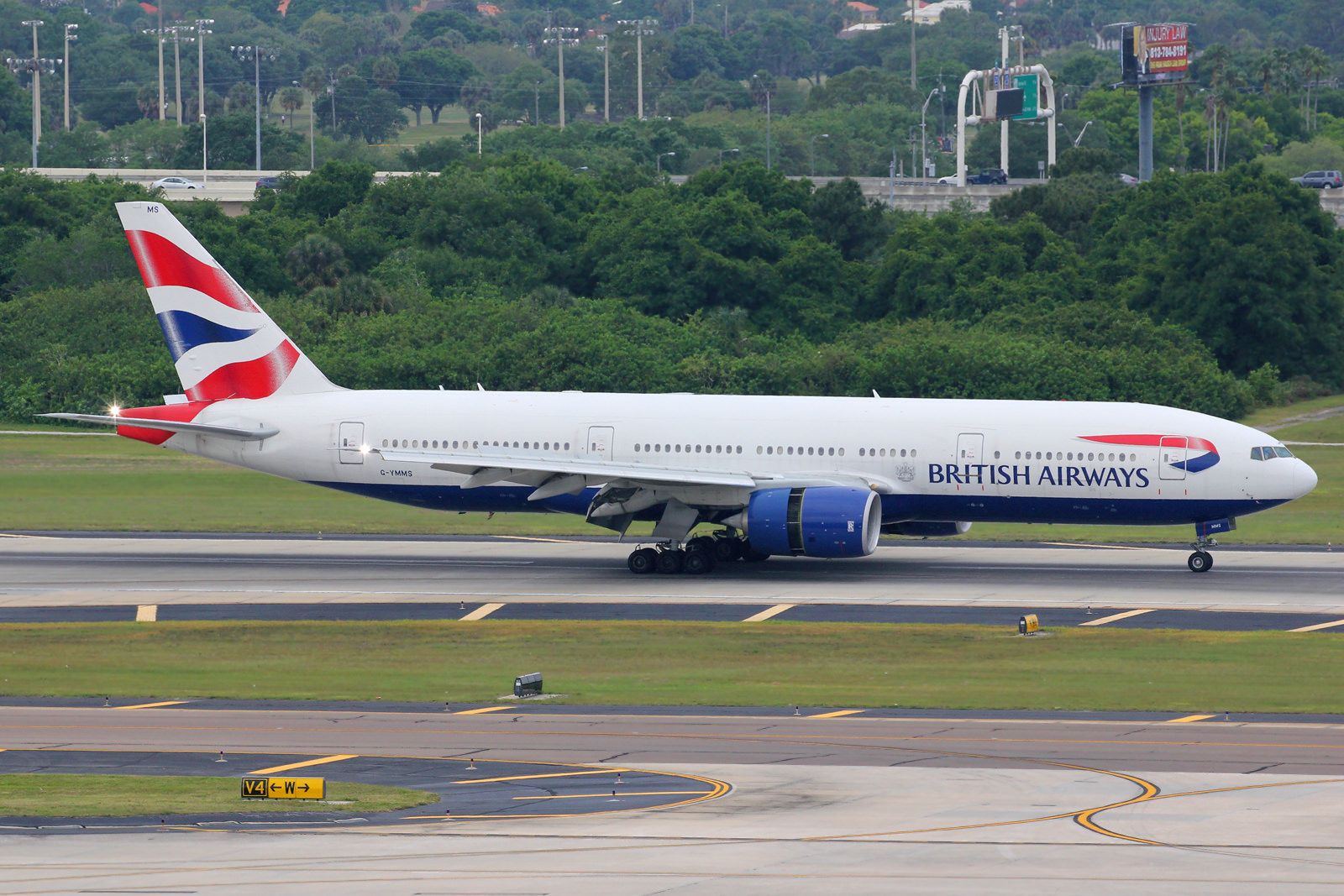
Un Boeing 777-200ER de British Airways arribando de Londres–Gatwick.

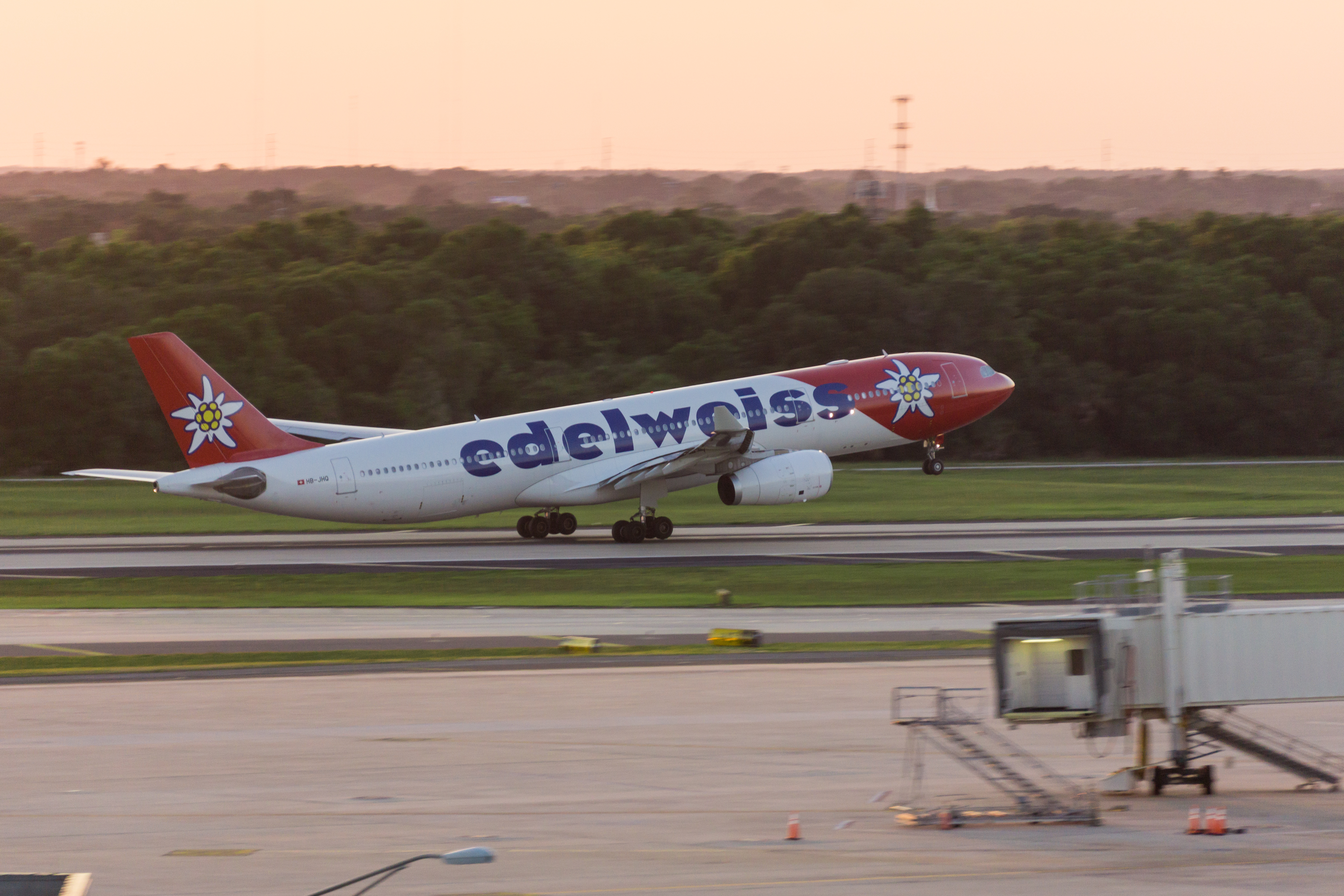
Un Airbus A330-300 de Edelweiss Air despegando hacia Zúrich.

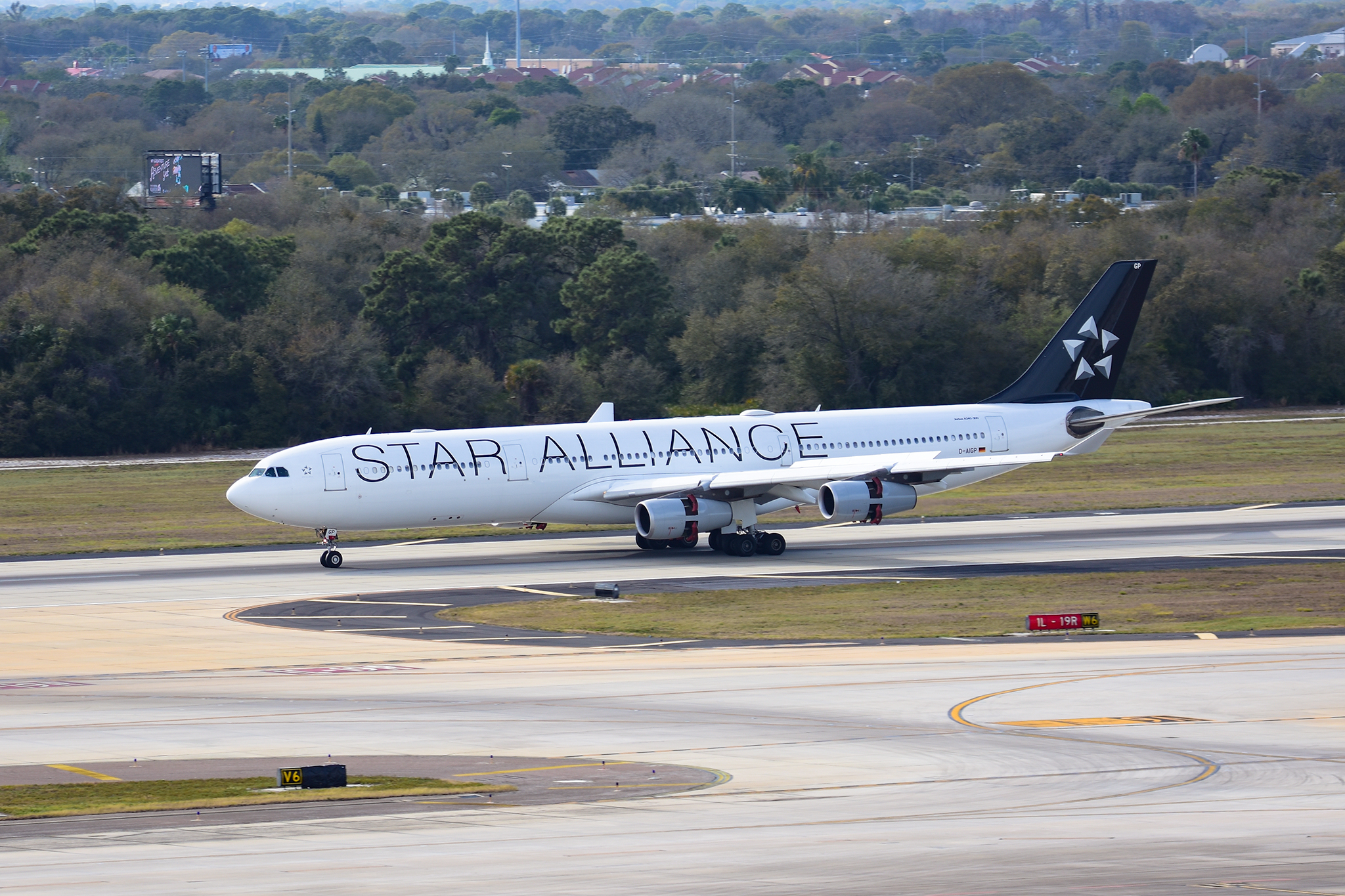
Un Airbus A340-300 de Lufthansa llegando de Fráncfort.

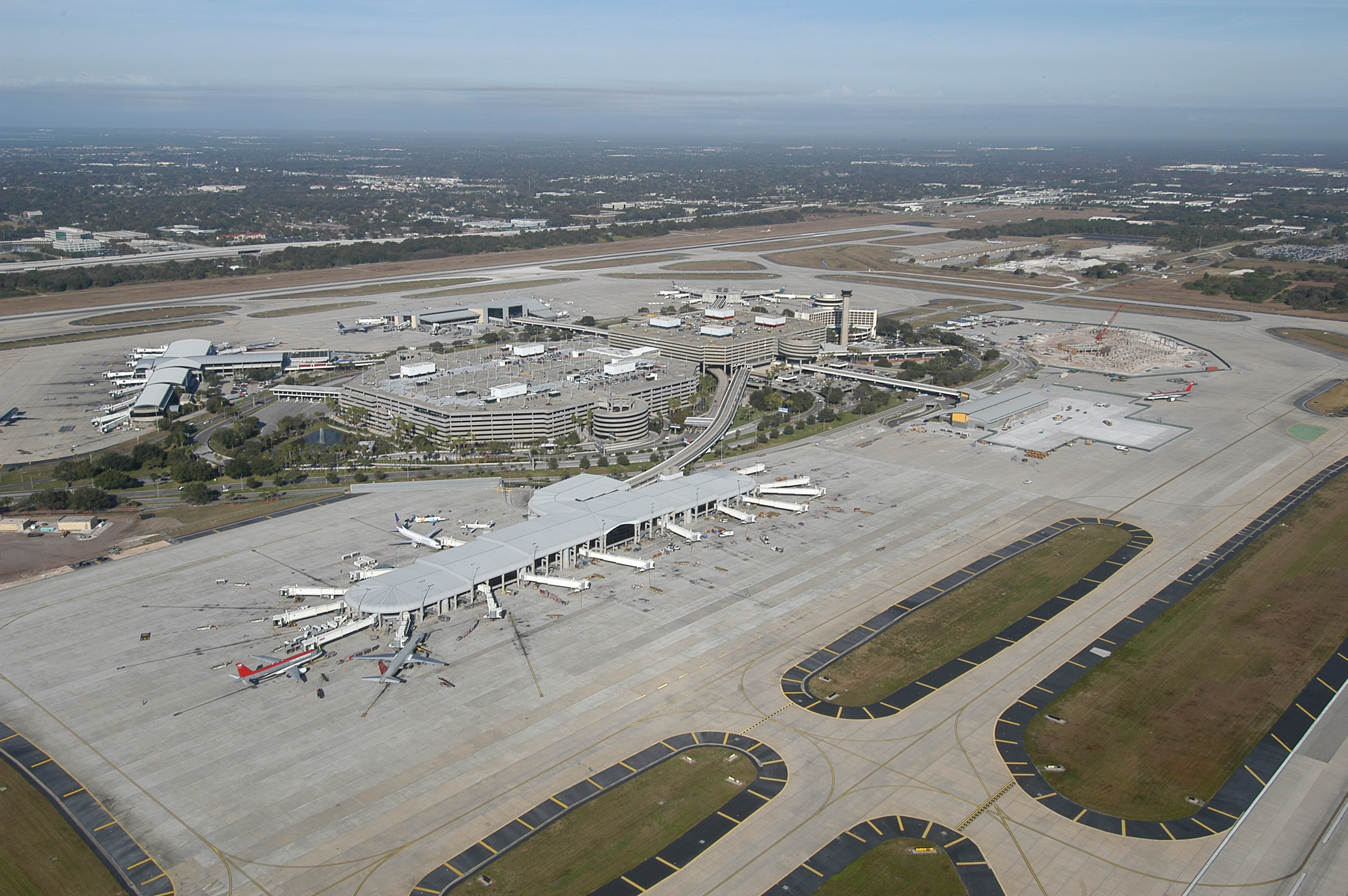
Vista aérea del aeropuerto.

| Aerolíneas    | Destinos                                                                                |
| ------------- | --------------------------------------------------------------------------------------- |
| FedEx Express | Indianápolis, Memphis                                                                   |
| UPS Airlines  | Dallas/Fort Worth, Filadelfia, Louisville, Ontario, Orlando Estacional: Miami, San Juan |

### Destinos internacionales
Se ofrece servicio a 23 destinos internacionales (5 estacionales), a cargo de 18 aerolíneas.
| Ciudades por países                                            | Nombre del aeropuerto                             | Aerolíneas                                                                           |              |              |              |
| Norteamérica                                                   | Norteamérica                                      | Norteamérica                                                                         | Norteamérica | Norteamérica | Norteamérica |
| -------------------------------------------------------------- | ------------------------------------------------- | ------------------------------------------------------------------------------------ | ------------ | ------------ | ------------ |
| Canadá (7 destinos [4 estacionales], 4 aerolíneas)             |                                                   |                                                                                      |              |              |              |
| Calgary                                                        | Aeropuerto Internacional de Calgary               | WestJet                                                                              |              |              |              |
| Halifax                                                        | Aeropuerto Internacional de Halifax-Stanfield     | Air Canada Rouge (Estacional) / Porter Airlines (Estacional)                         |              |              |              |
| Montreal                                                       | Aeropuerto Internacional Pierre Elliott Trudeau   | Air Canada                                                                           |              |              |              |
| Ottawa                                                         | Aeropuerto Internacional de Ottawa                | Air Canada Rouge (Estacional) / Porter Airlines (Estacional)                         |              |              |              |
| San Juan de Terranova                                          | Aeropuerto Internacional de San Juan de Terranova | WestJet (Estacional)                                                                 |              |              |              |
| Toronto                                                        | Aeropuerto Internacional Toronto Pearson          | Air Canada / Air Canada Rouge / Porter Airlines (Estacional) / WestJet               |              |              |              |
| Vancouver                                                      | Aeropuerto Internacional de Vancouver             | Air Canada (Estacional) / WestJet (Estacional)                                       |              |              |              |
| México (2 destinos, 2 aerolíneas)                              |                                                   |                                                                                      |              |              |              |
| Cancún                                                         | Aeropuerto Internacional de Cancún                | JetBlue Airways                                                                      |              |              |              |
| Ciudad de México                                               | Aeropuerto Internacional de la Ciudad de México   | Aeroméxico                                                                           |              |              |              |
| Centroamérica y El Caribe                                      |                                                   |                                                                                      |              |              |              |
| Cuba (3 destinos, 2 aerolíneas)                                |                                                   |                                                                                      |              |              |              |
| Holguín                                                        | Aeropuerto Internacional Abel Santamaría          | Havana Air                                                                           |              |              |              |
| La Habana                                                      | Aeropuerto Internacional de La Habana             | Havana Air / Southwest Airlines                                                      |              |              |              |
| Santa Clara                                                    | Santa Clara                                       | Havana Air                                                                           |              |              |              |
| Islas Caimán (1 destino, 1 aerolínea)                          |                                                   |                                                                                      |              |              |              |
| Gran Caimán                                                    | Aeropuerto Internacional Owen Roberts             | Cayman Airways                                                                       |              |              |              |
| Panamá (1 destino, 1 aerolínea)                                |                                                   |                                                                                      |              |              |              |
| Ciudad de Panamá                                               | Aeropuerto Internacional de Tocumen               | Copa Airlines                                                                        |              |              |              |
| Puerto Rico (1 destino, 4 aerolíneas)                          |                                                   |                                                                                      |              |              |              |
| San Juan                                                       | Aeropuerto Internacional Luis Muñoz Marín         | Frontier Airlines / JetBlue Airways / Southwest Airlines / Spirit Airlines           |              |              |              |
| República Dominicana (2 destinos [1 estacional], 2 aerolíneas) |                                                   |                                                                                      |              |              |              |
| Punta Cana                                                     | Aeropuerto Internacional de Punta Cana            | Frontier Airlines (Estacional) / JetBlue Airways (inicia el 18 de diciembre de 2025) |              |              |              |
| Santo Domingo                                                  | Aeropuerto Internacional Las Américas             | Frontier Airlines (Estacional)                                                       |              |              |              |
| Sudamérica                                                     |                                                   |                                                                                      |              |              |              |
| Colombia (1 destino, 1 aerolínea)                              |                                                   |                                                                                      |              |              |              |
| Bogotá                                                         | Aeropuerto Internacional El Dorado                | Avianca                                                                              |              |              |              |
| Europa                                                         |                                                   |                                                                                      |              |              |              |
| Alemania (1 destino, 1 aerolínea)                              |                                                   |                                                                                      |              |              |              |
| Fráncfort                                                      | Aeropuerto de Fráncfort del Meno                  | Discover Airlines                                                                    |              |              |              |
| Países Bajos (1 destino, 1 aerolínea)                          |                                                   |                                                                                      |              |              |              |
| Ámsterdam                                                      | Aeropuerto de Ámsterdam-Schiphol                  | Delta Air Lines                                                                      |              |              |              |
| Reino Unido (2 destinos, 2 aerolíneas)                         |                                                   |                                                                                      |              |              |              |
| Londres                                                        | Aeropuerto de Londres-Gatwick                     | British Airways                                                                      |              |              |              |
| Londres                                                        | Aeropuerto de Londres-Heathrow                    | Virgin Atlantic                                                                      |              |              |              |
| Suiza (1 destino, 1 aerolínea)                                 |                                                   |                                                                                      |              |              |              |
| Zúrich                                                         | Aeropuerto Internacional de Zúrich                | Edelweiss Air                                                                        |              |              |              |
| Total: 23 destinos (5 estacionales), 12 países, 18 aerolíneas  |                                                   |                                                                                      |              |              |              |

## Estadísticas

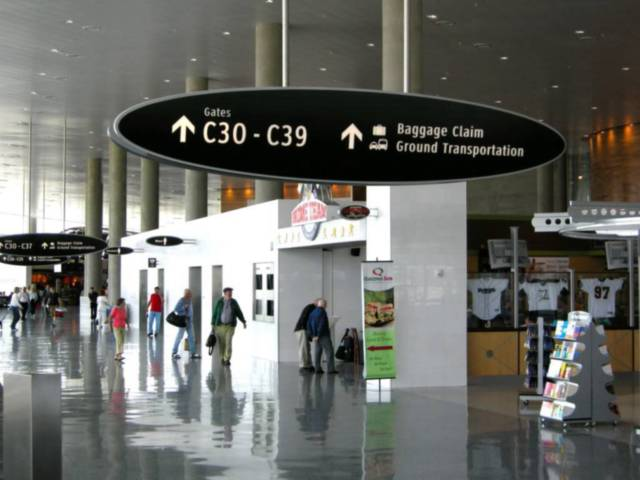
Sala C del aeropuerto.

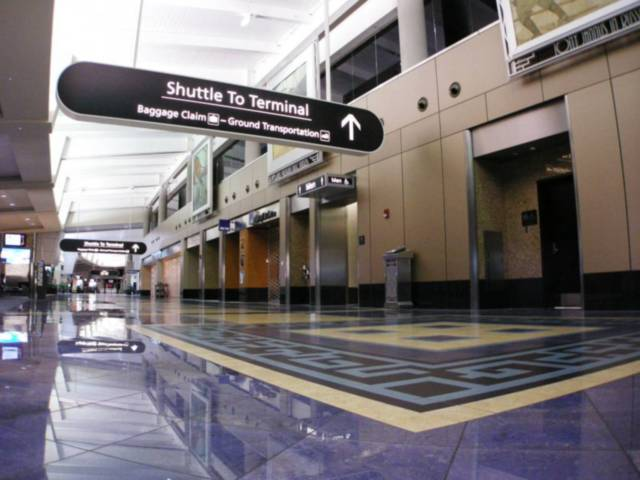
Sala E del aeropuerto.

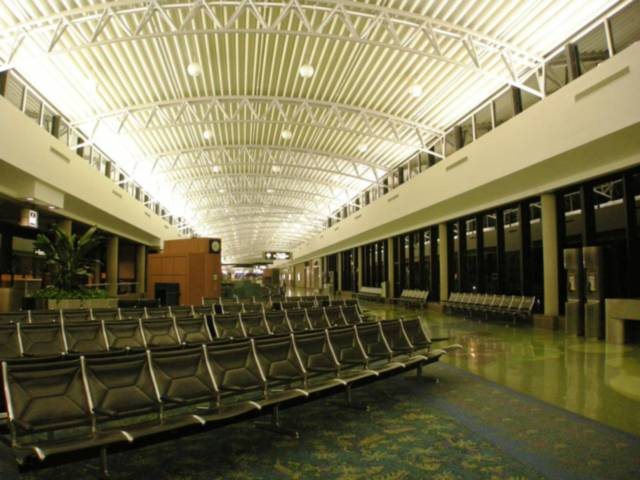
Sala F del aeropuerto.

### Tráfico anual
| Año  | Pasajeros  | % Cambio |
| ---- | ---------- | -------- |
| 2012 | 16,820,859 | —        |
| 2013 | 16,920,093 | 0.59%    |
| 2014 | 17,552,707 | 3.74%    |
| 2015 | 18,815,425 | 7.19%    |
| 2016 | 18,931,922 | 0.62%    |
| 2017 | 19,624,284 | 3.66%    |
| 2018 | 21,289,390 | 8.48%    |
| 2019 | 22,497,953 | 5.68%    |
| 2020 | 10,238,151 | -54.49%  |
| 2021 | 18,115,213 | 76.94%   |
| 2022 | 21,528,249 | 18.84%   |
| 2023 | 23,948,889 | 11.24%   |
| 2024 | 24,756,631 | 3.37%    |

### Rutas más transitadas
| Número | Ciudad                        | Pasajeros | Aerolínea                                                                 |
| ------ | ----------------------------- | --------- | ------------------------------------------------------------------------- |
| 1      | Atlanta, Georgia              | 1,056,000 | Delta Air Lines, Frontier Airlines, Southwest Airlines, Spirit Airlines   |
| 2      | Charlotte, Carolina del Norte | 560,000   | American Airlines                                                         |
| 3      | Denver, Colorado              | 480,000   | Frontier Airlines, Southwest Airlines, United Airlines                    |
| 4      | Dallas, Texas                 | 450,000   | American Airlines, Spirit Airlines                                        |
| 5      | Chicago, Illinois             | 441,000   | American Airlines, Frontier Airlines, Spirit Airlines, United Airlines    |
| 6      | Newark, Nueva Jersey          | 420,000   | Frontier Airlines, JetBlue Airways, Spirit Airlines, United Airlines      |
| 7      | Baltimore, Maryland           | 394,000   | Southwest Airlines, Spirit Airlines                                       |
| 8      | Filadelfia, Pensilvania       | 390,000   | American Airlines, Frontier Airlines, Southwest Airlines, Spirit Airlines |
| 9      | Boston, Massachusetts         | 378,000   | Delta Air Lines, JetBlue Airways, Spirit Airlines                         |
| 10     | Detroit, Míchigan             | 372,000   | Delta Air Lines, Southwest Airlines, Spirit Airlines                      |

| Número | Ciudad                     | Pasajeros | Aerolínea                                              |
| ------ | -------------------------- | --------- | ------------------------------------------------------ |
| 1      | Toronto, Canadá            | 281,281   | Air Canada, Air Canada Rouge, Porter Airlines, WestJet |
| 2      | Londres, Reino Unido (LGW) | 156,501   | British Airways                                        |
| 3      | Londres, Reino Unido (LHR) | 132,535   | Virgin Atlantic                                        |
| 4      | Fráncfort, Alemania        | 112,951   | Eurowings Discover                                     |
| 5      | Cancún, México             | 110,170   | Frontier Airlines, JetBlue Airways                     |
| 6      | La Habana, Cuba            | 95,553    | Southwest Airlines                                     |
| 7      | Ciudad de Panamá, Panamá   | 63,084    | Copa Airlines                                          |
| 8      | Montreal, Canadá           | 61,077    | Air Canada                                             |
| 9      | George Town, Islas Caimán  | 46,602    | Cayman Airways                                         |
| 10     | Zúrich, Suiza              | 37,154    | Edelweiss Air                                          |

## Aeropuertos cercanos
Los aeropuertos más cercanos son:
- Aeropuerto Internacional de San Petersburgo-Clearwater (15 km)
- Aeropuerto Internacional de Sarasota-Bradenton (64 km)
- Aeropuerto Internacional de Orlando (129 km)
- Aeropuerto Internacional Sanford (154 km)
- Aeropuerto Internacional Southwest Florida (177km)